# Ирена Стичек
Ирена Стѝчек (на полски: Irena Styczek) е полска езиковедка полонистка и логопедка, специалист в областта на физиологията и патологията на речта, преподавател във Варшавския и Страсбургския университет (1966 – 1969).

## Трудове
- Jak usuwać seplenienie i inne wady wymowy (1967) – в съавторство в Данута Антос и Геновефа Демел
- Badania eksperymentalne spirantów polskich s, sš, ś, ze stanowska fizjologii i patologii mowy (1973)
- Badanie i kształtowanie słuchu fonematycznego (1982)
- Logopedia (1983)